# 南洋第一邪降
《南洋第一邪降》（英語：Devil's Woman），本片為南洋十大邪术的續集，亦為1996年上映的香港三级片，导演為陳奧圖，主演蔡美蘭、吴毅将、陳妙瑛、徐锦江。

## 剧情
一天，一名空姐突然被一個人挨打，但見狀空姐不行，導演也喊cut了，原來這是一個半紅不黑的女演員May在拍戯，琪向導演抱怨，但是，導演並完全沒有管，並要求對手有多大力便打最大力。阿江是一個香港皇家警察飛虎隊裏的優秀的隊員，但因在一次他目睹人質被殺害而内疚辭職，阿江開始變得失意，還好有心理醫師符偉倫為他開解，兩人因此成為好友。在一次，診所張醫師的其中一名病人突然死掉，探員阿敏被派幫助阿江。之后，慢慢有怪事發生，張醫師的妻子和護士都離奇死亡了，阿江更被下了色降了。阿敏認為上述的三人都被下降頭了，便向自己也為一個降頭師的婆婆幫忙，但婆婆也表示沒有辦法...

## 演出
| 演员   | 角色   | 粵語配音 | 备注                                   |
| 蔡美蘭 |        | 曾慶珏   | 半紅不黑的女演員。                     |
| 陳妙瑛 | 符偉倫 | 陸惠玲   | 阿江的好友，心理醫師。                 |
| 徐锦江 | 阿江   | 周永坤   | 前飛虎隊隊員，符偉倫的好友，被下色降。 |
| 梁思敏 | 阿敏   |          | 探員，阿江的下屬。                     |
| 羅蘭   | 婆婆   | 袁淑珍   | 降头师，阿敏的婆婆。                   |
| 楊愛貞 |        |          | 符偉倫病人，誤傷阿江                   |
| 吴毅将 | 阿龍   | 李家輝   | 法醫驗屍官，實為降头师。               |
| 陳國邦 |        | 羅偉傑   | 飛虎隊隊員，阿江同事。                 |
| 張贊生 | 張醫師 | 黃志明   | 診所醫師，為人好色。                   |

## 製作
本片女主角蔡美蘭曾在1993年參加亞洲小姐競選，但之后還是三甲不入，不久后她決定要一脫成名，先接拍本片其后再接拍藝壇照妖鏡之96應召名冊。